# Glaphyra cupreoviridis
Glaphyra cupreoviridis är en skalbaggsart som först beskrevs av Hayashi 1966.  Glaphyra cupreoviridis ingår i släktet Glaphyra och familjen långhorningar.
Artens utbredningsområde är Taiwan. Inga underarter finns listade i Catalogue of Life.